# Leichtathletik-Europameisterschaften 1962/100 m der Frauen

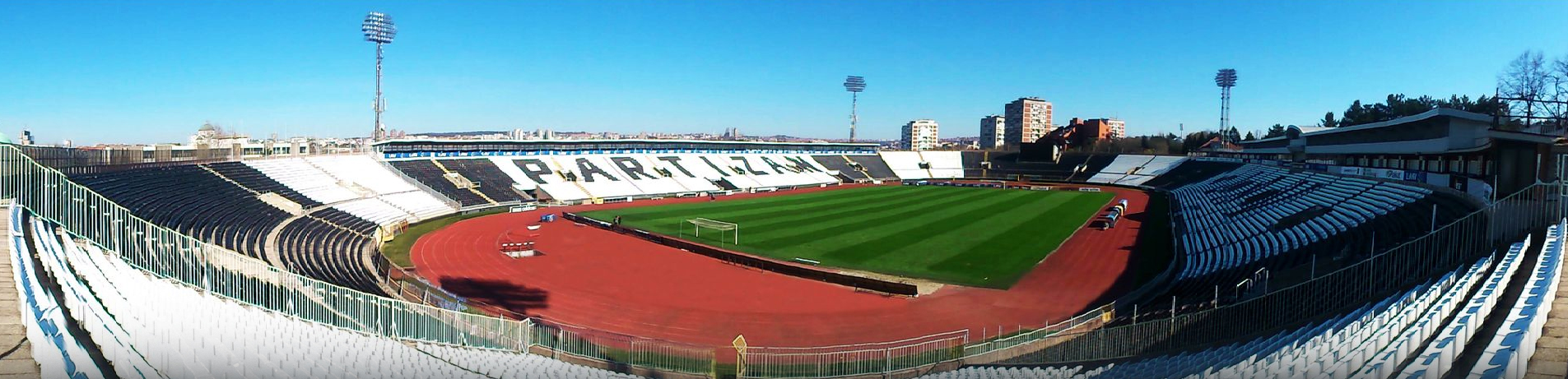
Panoramablick auf das Partizan-Stadion 2014 – 52 Jahre
nach den dortigen Europameisterschaften

Der 100-Meter-Lauf der Frauen bei den Leichtathletik-Europameisterschaften 1962 wurde am 12. und 13. September 1962 im Belgrader Partizan-Stadion ausgetragen.
Europameisterin wurde die britische Olympiazweite von 1960 Dorothy Hyman. Sie gewann vor der deutschen Olympiazweiten von 1960 über 200 Meter Jutta Heine. Bronze ging an die Polin Teresa Ciepły.

## Rekorde

### Bestehende Rekorde
| Weltrekord   | 11,2 s | Wilma Rudolph | Stuttgart, BR Deutschland (heute Deutschland) | 11. Juli 1961      |
| Europarekord | 11,3 s | Wera Krepkina | Kiew, Sowjetunion (heute Ukraine)             | 13. September 1958 |
| EM-Rekord    | 11,6 s | Heather Young | Halbfinale der EM Stockholm, Schweden         | 21. August 1958    |

### Rekordverbesserungen
Die deutsche Vizeeuropameisterin Jutta Heine verbesserte den bestehenden Meisterschaftsrekord zweimal:
- 11,5 s – zweiter Vorlauf am 12. September
- 11,4 s – erstes Halbfinale am 13. September

Die im Finale erzielten 11,3 s der britischen Europameisterin Dorothy Hyman und der Vizeeuropameisterin Jutta Heine konnten wegen zu starken Rückenwindes nicht als Rekord anerkannt werden.

## Vorrunde
12. September 1962, 12.50 Uhr
Die Vorrunde wurde in vier Läufen durchgeführt. Die ersten drei Athletinnen pro Lauf – hellblau unterlegt – qualifizierten sich für das Halbfinale.

### Vorlauf 1
Wind: −0,2 m/s
| Platz | Name             | Nation      | Zeit (s) |
| ----- | ---------------- | ----------- | -------- |
| 1     | Hannelore Raepke | Deutschland | 11,9     |
| 2     | Galina Popowa    | Sowjetunion | 11,9     |
| 3     | Erzsébet Heldt   | Ungarn      | 12,0     |
| 4     | Zdenka Leskovac  | Jugoslawien | 12,1     |
| 5     | Michèle Davaze   | Frankreich  | 12,2     |
| DNS   | Donata Govoni    | Italien     |          |

### Vorlauf 2
Wind: −0,3 m/s
| Platz | Name                | Nation         | Zeit (s) |
| ----- | ------------------- | -------------- | -------- |
| 1     | Jutta Heine         | Deutschland    | 11,5 CR  |
| 2     | Halina Górecka      | Polen          | 11,7     |
| 3     | Margit Markó        | Ungarn         | 11,8     |
| 4     | Madeleine Cobb      | Großbritannien | 12,0     |
| 5     | Therese Schueremans | Belgien        | 13,0     |

### Vorlauf 3
Wind: −0,5 m/s
| Platz | Name              | Nation         | Zeit (s) |
| ----- | ----------------- | -------------- | -------- |
| 1     | Dorothy Hyman     | Großbritannien | 11,6     |
| 2     | Teresa Ciepły     | Polen          | 11,8     |
| 3     | Ludmilla Motina   | Sowjetunion    | 11,9     |
| 4     | Daniela Spampani  | Italien        | 12,1     |
| 5     | Veselina Kolarova | Bulgarien      | 12,2     |

### Vorlauf 4
Wind: −0,9 m/s
| Platz | Name              | Nation         | Zeit (s) |
| ----- | ----------------- | -------------- | -------- |
| 1     | Elżbieta Szyroka  | Polen          | 12,0     |
| 2     | Martha Pensberger | Deutschland    | 12,0     |
| 3     | Daphne Arden      | Großbritannien | 12,1     |
| 4     | Teréz Bata        | Ungarn         | 12,2     |

## Halbfinale
13. September 1962

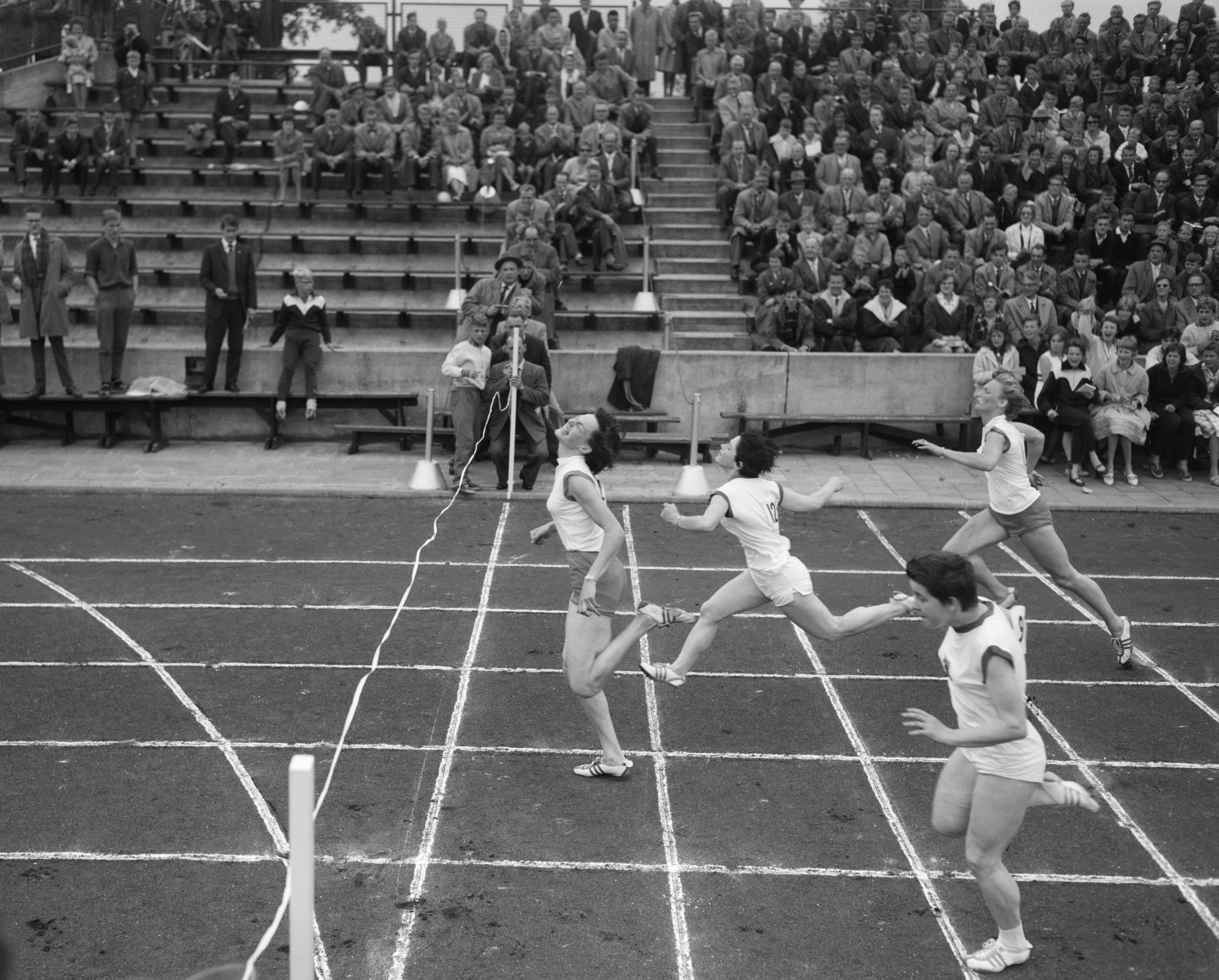
Martha Pensberger (Dritte von links beim Länderkampf BR Deutschland gegen die Niederlande 1961) schied als Vierte des zweiten Halbfinals aus

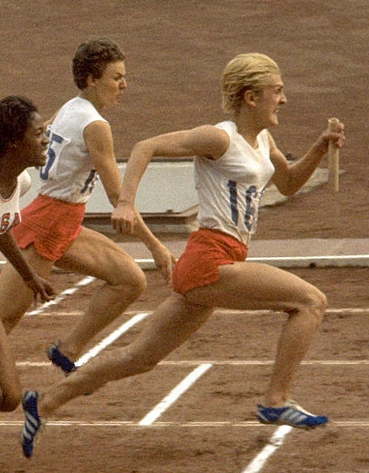
Halina Górecka (links) – mit Rang sechs im zweiten Halbfinale nicht im Endlauf

In den beiden Halbfinalläufen qualifizierten sich die jeweils ersten drei Athletinnen – hellblau unterlegt – für das Finale.

### Lauf 1
Wind: +0,8 m/s
| Platz | Name           | Nation         | Zeit (s) |
| ----- | -------------- | -------------- | -------- |
| 1     | Jutta Heine    | Deutschland    | 11,4 CR  |
| 2     | Teresa Ciepły  | Polen          | 11,6     |
| 3     | Daphne Arden   | Großbritannien | 11,7     |
| 4     | Galina Popowa  | Sowjetunion    | 11,8     |
| 5     | Erzsébet Heldt | Ungarn         | 12,0     |
| 6     | Margit Markó   | Ungarn         | 12,6     |

### Lauf 2
Wind: +0,6 m/s
| Platz | Name              | Nation         | Zeit (s) |
| ----- | ----------------- | -------------- | -------- |
| 1     | Dorothy Hyman     | Großbritannien | 11,6     |
| 2     | Elżbieta Szyroka  | Polen          | 11,7     |
| 3     | Hannelore Raepke  | Deutschland    | 11,7     |
| 4     | Martha Pensberger | Deutschland    | 11,8     |
| 5     | Ludmilla Motina   | Sowjetunion    | 11,9     |
| 6     | Halina Górecka    | Polen          | 12,0     |

## Finale
13. September 1962
Wind: +2,3 m/s

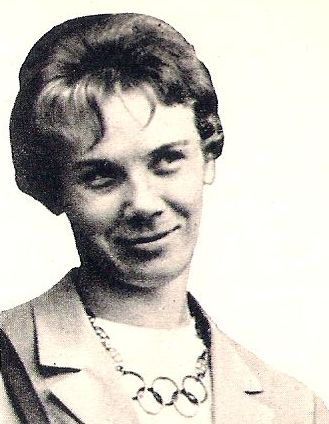
Bronzemedaillengewinnerin Teresa Ciepły

Wegen der zu starken Windunterstützung im Finale waren die erzielten Zeiten nicht bestenlistenreif.
| Platz | Name             | Nation         | Zeit (s) |
| ----- | ---------------- | -------------- | -------- |
| 1     | Dorothy Hyman    | Großbritannien | 11,3     |
| 2     | Jutta Heine      | Deutschland    | 11,3     |
| 3     | Teresa Ciepły    | Polen          | 11,4     |
| 4     | Daphne Arden     | Großbritannien | 11,5     |
| 5     | Hannelore Raepke | Deutschland    | 11,6     |
| 6     | Elżbieta Szyroka | Polen          | 11,8     |

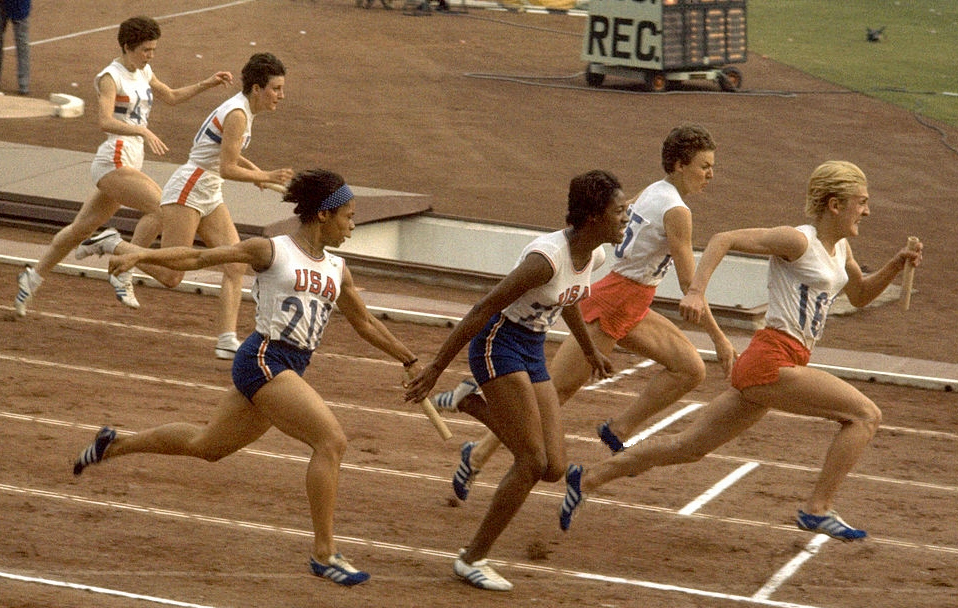
Daphne Arden (ganz links bei der Stabübergabe) belegte Rang vier
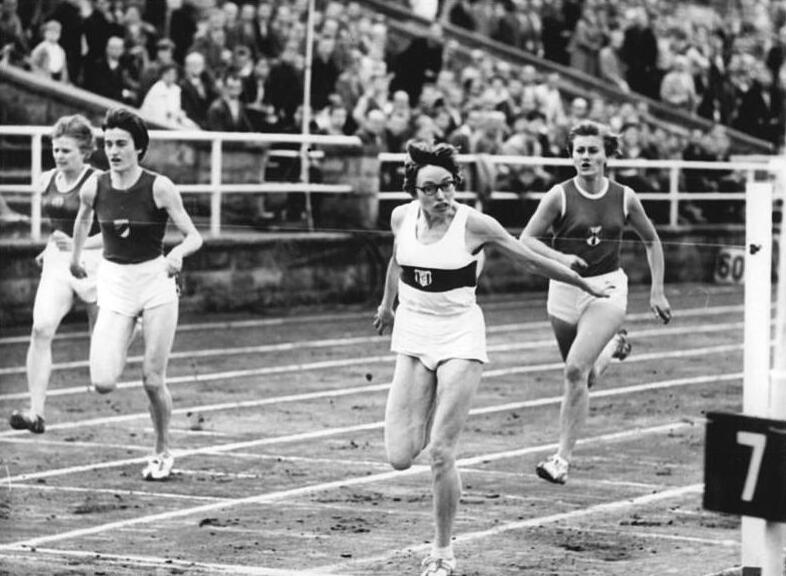
Hannelore Raepke (auf dem Foto: Läuferin mit der Brille) – 1958 unter ihrem früheren Namen Hannelore Sadau EM-Zweite über 200 Meter – erreichte Rang fünf
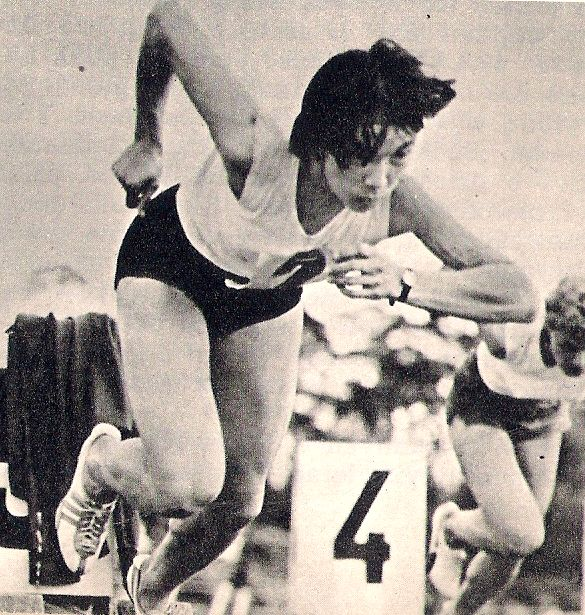
Elżbieta Szyroka – 1958 im EM-Halbfinale gescheitert – kam hier im Finale auf den sechsten Platz

## Video
- Five Golds For Britain (1962), Bereich: 0:13 min bis 0:45 min, youtube.com (englisch), abgerufen am 13. Juli 2022